# Cristian, Sibiu
Cristian là một xã thuộc hạt Sibiu, România. Dân số thời điểm năm 2002 là 3510 người.